# Balanium stygium
Balanium stygium är en svampart som beskrevs av Wallr. 1833. Balanium stygium ingår i släktet Balanium, divisionen sporsäcksvampar och riket svampar.   Inga underarter finns listade i Catalogue of Life.